# 穆迪博·威廉·保羅
威廉·保羅·穆迪博（William Paul Mobido，1979年5月18日—），是出生於喀麥隆的職業足球運動員，司職後衛。